# Bo Roberson
Irvin „Bo” Roberson (ur. 23 lipca 1935 w Blakely w stanie Georgia, zm. 15 kwietnia 2001 w Pasadenie) – amerykański lekkoatleta specjalizujący się w skoku w dal, uczestnik letnich igrzysk olimpijskich w Rzymie (1960), srebrny medalista olimpijski w skoku w dal. Po zakończeniu kariery lekkoatletycznej, w latach 1961–1966, był zawodowym graczem futbolu amerykańskiego.

## Sukcesy sportowe
- dwukrotny brązowy medalista mistrzostw Stanów Zjednoczonych w skoku w dal – 1959, 1961[2]

| Rok  | Miasto  | Zawody                   | Konkurencja | Wynik         |
| ---- | ------- | ------------------------ | ----------- | ------------- |
| 1959 | Chicago | Igrzyska panamerykańskie | skok w dal  | złoty medal   |
| 1960 | Rzym    | Igrzyska olimpijskie     | skok w dal  | srebrny medal |

## Rekordy życiowe
- skok w dal – 8,11 – Rzym 02/09/1960